# Berberis dryandriphylla
Berberis dryandriphylla là một loài thực vật thuộc họ Berberidaceae. Đây là loài đặc hữu của Peru.